# Ивановский государственный медицинский университет
Ивановский государственный медицинский университет (федеральное государственное бюджетное образовательное учреждение высшего образования «Ивановский государственный медицинский университет» Министерства здравоохранения Российской Федерации) — высшее учебное заведение, расположенное в городе Иваново.
Лицензия: № 2258 от 08.07.2016 на срок до: бессрочно.
Свидетельство о государственной аккредитации № 2300 от 20.10.2016 на срок до 10.12.2020
В 2024 году переименована в Ивановский государственный медицинский университет.

## История

Здание медицинской академии в 2001 году

Ивановский государственный медицинский институт (ИГМИ) был учрежден 16 июня 1930 года после принятия постановления Совнаркома РСФСР «О реорганизации системы подготовки врачебных кадров». Необходимость открытия вуза в Иванове (в то время — Иваново-Вознесенске) обосновывалась рядом объективных причин.
Идея создания в Иваново-Вознесенске медицинского института вынашивалась длительное время и была продиктована назревшими социально-экономическими и общественно-политическими условиями развития текстильного края в то время.
Бурный подъём промышленности в области стал главным стимулом и источником расцвета науки, культуры и искусства. Например, по числу высших учебных заведений Иваново-Вознесенск в то время приближался к столичным городам.
На фоне роста в промышленности и культуре здравоохранение нашей области отставало. Не хватало лечебных учреждений, больничных коек, медикаментов и, самое главное, — врачебных кадров (дефицит врачей превышал 1500 человек; кроме того, в лечебных учреждениях недоставало более 3000 средних и младших медицинских работников). Необходимо было срочно решать неотложную задачу дня — коренным образом улучшать службу здоровья. Создание в Иванове государственного института прежде всего снимало с повестки дня вопрос укомплектования лечебных учреждений медицинскими кадрами, кроме того появлялась возможность воспитания высококвалифицированных специалистов клинических и теоретических кафедр. Разработка проблем краевой патологии тоже нуждалась в научной основе.
Таким образом, основание института диктовалось острой потребностью во врачебных кадрах, стремлением улучшить качество медицинского обслуживания, заботой о подъёме здравоохранения в стране.
Далее предстояло решить целый ряд конкретных задач, связанных с жизнедеятельностью будущего вуза, и в первую очередь определить место его нахождения. Иваново-Вознесенск являлся тогда административным центром области, в границах которой кроме Иванова находились известные на всю страну города Владимир, Кострома и Ярославль. Они имели такие же основания для открытия вуза у себя.
Однако предпочтение все же было отдано Иваново-Вознесенску. Дело в том, что исторически здесь сложилась лучшая, чем в других городах области, материальная база для работы института: имелась весьма разветвленная больничная и амбулаторная сеть, необходимая для проведения занятий со студентами. Кроме этого, наличие в городе шести вузов, ряда научно-исследовательских институтов, политехнического института с его агрономическим и химическим факультетами и отраслевых техникумов позволяло сравнительно легко на месте решать вопросы с комплектованием вуза преподавателями и лаборантами по таким предметам, как химия, физика, биология, анатомия, гистология, биохимия, микробиология, гигиена, общественные науки и иностранные языки. Имело значение и то, что в Иваново-Вознесенске намечалось и уже развернулось широкое строительство лечебных баз: терапевтического корпуса на 100 коек при первой областной больнице, неврологического отделения на 75 коек (там же), физиолечебницы (при ней же), психиатрической больницы на 600 коек, больницы на 200 коек при меланжевом комбинате. Все вместе взятое и определило местонахождение института в нашем городе.
Учебно-производственная и общественно-политическая жизнь в вузе началась, как только стало известно о постановлении правительства, санкционировавшем открытие в Иваново-Вознесенске медицинского института. Буквально на второй день облздравотделу (дирекции вуза ещё не было) были вручены два постановления, в которых говорилось о выделении помещений для учебных целей, студенческого общежития и размещения библиотеки. Через неделю в газете «Известия ВЦИК» было опубликовано объявление о конкурсе на замещение должностей профессорско-преподавательского состава, а в газете «Рабочий край» даны правила приема студентов на первый курс ИГМИ. 18 июля 1930 года прибыл из Москвы и вступил в должность директора нового вуза врач Василий Григорьевич Белов, назначенный приказом Наркомздрава РСФСР.
Всего через два месяца, 1 октября 1930 года, когда окончательно были сформированы административный, преподавательский и студенческий коллективы, в небольшом двухэтажном доме (главная база института) на Негорелой, 80 (теперь Советская, 54) раздался первый долгожданный звонок, положивший начало вступления ИГМИ в большую жизнь. Но здание, где располагался институт, было мало приспособлено для работы, имело всего 5 учебных кабинетов, один зал для лекций. Здесь размещалась дирекция со всеми своими подразделениями и несколько теоретических кафедр. Двухэтажный дом на улице 10 Августа (дом 72/21) был передан институту в аренду под студенческое общежитие. На первом этаже этого здания разместилась небольшая библиотека. Второе общежитие на 25 коек находилось на ул. К. Маркса.
Учитывая, что помещений не хватало, исполком областного Совета обязал облздравотдел построить на ул. Садовой общежитие для студентов на 660 мест. Кроме того, обком ВКП(б) и исполком областного Совета вошли с ходатайством в ВСНХ СССР выделить области 3 млн рублей на проектирование и начало строительства учебного корпуса ИГМИ. Весной 1934 года был положен первый камень в фундамент главного здания института (теоретический корпус) на углу улиц 12 декабря — Негорелая (теперь Ф. Энгельса — Советская) объёмом 52000 кубических метров с лекционной аудиторией на 400—500 мест. Автором проекта являлся известный ивановский архитектор Н. О. Кадников. Предполагалось, что строительство завершится в 2-3 года, но новое здание было открыто только в ноябре 1940 г.
Первые четыре года институт имел один лечебно-профилактический факультет с двумя отделениями — терапевтическим и хирургическим, с нормой приема — 100 человек. Срок обучения — 4 года, затем 1 год обязательного прохождения практической врачебной подготовки (стажировка) в лечебных учреждениях города под руководством преподавателей и высококвалифицированных больничных врачей. После сдачи государственных экзаменов выпускники получали тогда не диплом, как сейчас, а удостоверение на право врачевания.
3 января 1934 года ВЦИК принял постановление о подготовке детских врачей. В 14 медицинских институтах, в том числе и в Ивановском, открылись педиатрические факультеты. ИГМИ с 1935 года стал двухфакультетным. Клинической базой педиатрического факультета явилась первая городская больница, деканом был назначен Борис Павлович Аполлонов.
По мере увеличения числа студентов с переходом их на старшие курсы, с открытием педиатрического факультета и клинических кафедр центр тяжести в работе института все больше стал перемещаться от организации учебных баз и размещения кафедр в сторону совершенствования учебного процесса, повышения качества обучения, расширения сферы научных исследований и усовершенствования управления коллективом.
В первые два года в институте не было совета вуза. Основным органом управления являлось собрание преподавателей, проводимое директором. В 1934 году положение изменилось. Был создан совет института, в состав которого вошли: директор (председатель совета), заместитель директора по научной работе, помощник директора по административно-хозяйственной части, деканы факультетов, все заведующие кафедрами, старшие преподаватели самостоятельных курсов, зав. библиотекой, представители партийной, профсоюзной и комсомольской организаций, главный врач областной больницы, а также заведующий облздравотделом. Совет стал осуществлять руководство всеми сторонами жизни вуза. Был создан методический совет вуза, принят Устав института. Составлен и утвержден паспорт ИГМИ, образованы кафедральные и межкафедральные методические комиссии (вначале они назывались консультативными совещаниями). Работа института с образованием совета и других подразделений приняла более целенаправленный характер. В 1934 году была введена должность заместителя директора по научной работе. Им стал (на общественных началах) молодой, талантливый учёный Николай Иванович Зазыбин — заведующий кафедрой гистологии.
В первые годы институт не имел единого плана научных исследований, научная тематика определялась интересами кафедр. Было так: сколько кафедр, столько и проблем; каковы склонности заведующего кафедрой, такова и тематика научных исследований. Это рождало многотемье и мелкотемье в научной работе. Затем она стала проводиться по единому плану в масштабах всего института с учётом запросов практического здравоохранения, подготовки научно-педагогических кадров — кандидатов и докторов наук, проблем краевой патологии. От мелких журнальных статей ученые института переходили к более фундаментальным исследованиям.
В конце 1934 года был сдан в набор первый в истории ИГМИ сборник научных трудов. В него вошли 32 статьи ученых института.
История ИвГМА бережно хранит и чтит имена ученых, которые создали первые кафедры, положили начало учебной и научной деятельности ИГМИ. Основателями теоретических и клинических кафедр ИГМИ являлись: кафедры химии — Медведкова Лидия Ивановна — магистр химических наук; кафедры анатомии — Любомудров Андрей Павлович — учёный с широким диапазоном знаний смежных с анатомией наук, первый заместитель директора вуза по научной и учебной работе; кафедры гистологии — Зазыбин Николай Иванович — молодой, энергичный, высокообразованный учёный; кафедры нормальной физиологии — Резвяков Николай Петрович — ученик знаменитого Н. Е. Введенского, убежденный последователь учения И. П. Павлова; кафедры хирургии — Салищев Всеволод Эрастович — ученик профессора Н. Н. Бурденко; кафедры нервных болезней — Иценко Николай Михайлович — учёный с мировым именем (им описаны заболевания мозга, известные под названием болезни Иценко-Кушинга); кафедры педиатрии — Аполлонов Борис Павлович, бывший на протяжении ряда лет деканом педиатрического факультета; кафедры госпитальной терапии
Предтеченский, Александр Михайлович — видный терапевт-клиницист, педагог и государственный деятель, трижды избиравшийся депутатом Верховных Советов РСФСР и СССР.
Мы помним и имена ученых-клиницистов — основателей кафедр: факультетской терапии — Л. И. Виленского, дерматологии — В. А. Поспелова, акушерства и гинекологии — П. П. Сидорова, глазных болезней — П. С. Плитаса, инфекционных болезней — П. В. Сквирского и др.
Эта плеяда первопроходцев, теоретиков и клиницистов, оставила немало научных, учебно-методических и лечебно-профилактических наработок, которыми их последователи с успехом руководствовались многие годы, дополняя и обогащая новыми знаниями.
Красной строкой в историю ИГМИ вписан 1935 год. 23-24 июня коллектив вуза и общественность города и области торжественно отмечали два больших события: пятилетие существования ИГМИ и первый выпуск врачей. Здравоохранение получило 80 молодых, хорошо подготовленных специалистов. В адрес директора вуза Филиппа Александровича Плонского поступили десятки поздравлений: почетные адреса, телеграммы и подарки.
В 1937 году состоялся первый выпуск врачей-педиатров — 97 человек. В первом десятилетии было сделано 8 выпусков врачей. Лечебные учреждения области получили 1275 врачей — специалистов разных профилей.
В конце первого десятилетия, в 1939—1940 учебном году, в ИГМИ имелось 37 кафедр, работало 180 преподавателей, в их числе 57 с учеными степенями и званиями: 25 докторов и профессоров и 32 кандидата наук. За десять лет существования вуза преподавателями было опубликовано около 400 научных работ, издано более 10 монографий, учебников и сборников научных трудов, защищено 25 диссертаций, из них 13 докторских и 12 кандидатских. Изготовлены сотни наглядных учебных пособий, методических указаний, схем, диаграмм и муляжей.
Научные исследования велись по проблемам: промышленный и бытовой травматизм, оздоровление труда и быта; переливание крови; организация здравоохранения и вопросы социальной гигиены; ревматизм и болезни суставов; заболевания почек; периферическая нервная система; пересадка органов и тканей.
На многих кафедрах работали научные студенческие кружки. Начало их деятельности положила кафедра анатомии. С 1943 года в ИГМИ начали проводиться ежегодные общеинститутские научные студенческие конференции, в работе которых принимали участие студенты-кружковцы более чем 20 кафедр.
К концу 30-х годов коллектив института накопил богатый опыт совместной работы с органами практического здравоохранения. Профессора и преподаватели-клиницисты давали консультации, вели осмотры и приемы больных, выполняли сложные операции, организовывали выезды преподавателей в районы, проводили врачебные конференции, разного рода курсы и семинары для врачей-практиков.
Исключительное значение имели «Медицинские недели». 20 июня 1935 года по инициативе руководства ИГМИ в Иванове в театре музыкальной комедии состоялась первая в области «Медицинская неделя». В её работе принимали участие более 300 делегатов: врачи больниц, поликлиник, здравпунктов и санчастей области, ученые из Москвы и Ленинграда. С докладами выступали заведующие кафедрами Н. М. Иценко, А. М. Предтеченский, В. Э. Салищев и другие. Областная газета «Рабочий край», обобщая результаты «недели», назвала этот форум праздником советской науки, праздником общественности области. Вслед за первой «Медицинской неделей» были проведены областной съезд невропатологов и психиатров (1936), съезд гинекологов и акушеров (1936), областной съезд терапевтов (1938), научная конференция, посвященная вопросам борьбы со злокачественными опухолями (1938), областной съезд участковых врачей.
В годы Великой Отечественной войны институт не прекращал своей учебной и научной деятельности. Этот период был для Ивановского медицинского института очень трудным. Если многие вузы прифронтовой зоны в осенне-зимнем семестре 1941-42 учебного года не работали, то наш вуз категорически отказался от предложенной ему эвакуации и в 1941 году провел два выпуска врачей (в июне и в декабре). Всего с 1 июля 1941 года по август 1945 года (то есть за 4 года войны) институт сделал 11 выпусков врачей и дал стране около 2000 специалистов. Это в два с лишним раза больше, чем за 9 предвоенных выпусков. Кроме того, было подготовлено свыше 5000 медицинских сестер и сандружинниц.
Яркой страницей в истории института периода Великой Отечественной войны является служба крови, которую возглавлял профессор Петр Михайлович Максимов. В группу доноров входили 1500 студентов и сотрудников института, ими было сдано более 2000 литров крови. За годы войны Ивановская станция переливания крови отправила на фронт 105 тонн консервированной крови. С первых дней войны профессора и преподаватели института включились в работу госпиталей — в Иванове было развернуто более 60 госпиталей. Преподаватели выполнили 200 научных работ, защищено 16 кандидатских и 7 докторских диссертаций. Тематика научных исследований была подчинена задачам обороны страны, лечению огнестрельных ранений, травм и ожогов.

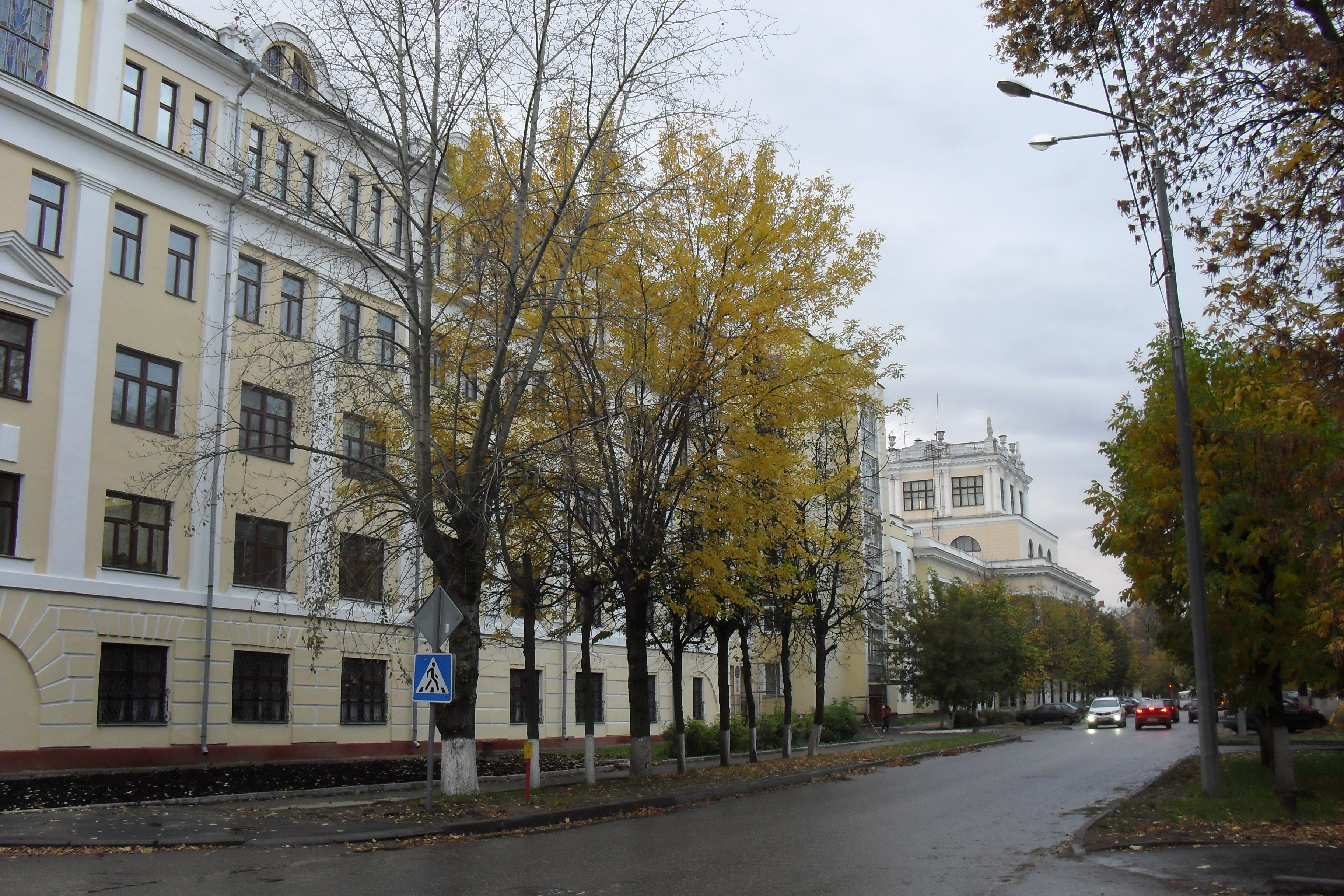
Вид с улицы Пушкина

В послевоенное время институт активно развивался, и главная задача состояла в подготовке специалистов и укреплении материально-технической базы. По инициативе ректора института В. В. Кулёмина была внедрена научная организация труда (НОТ) и научная организация учебного процесса (НОУП). Наш институт одним из первых в стране приступил к разработке модели врача-специалиста. Эта работа была высоко оценена МЗ РСФСР, которое предложило институту взяться за реализацию темы «Принципы и научные методы построения учебных планов и программ», благодаря которой институт являлся одним из головных вузов в системе Министерства здравоохранения России.
В эти годы отмечался рост рационализаторской деятельности института. В статье, опубликованной в 1966 году в газете «Правда» наш вуз назван «вузом-изобретателем». Институт занесён в Книгу Почёта Центрального совета Всесоюзного общества изобретателей и рационализаторов.
В 1981 году Постановлением Министерства здравоохранения и медицинской промышленности РСФСР Ивановскому государственному медицинскому институту было присвоено имя А. С. Бубнова, народного комиссара просвещения РСФСР, расстрелянного во время сталинских репрессий в 1938 году.
В 1984 году в институте был создан факультет усовершенствования врачей, преобразованный в последующем в факультет дополнительного и послевузовского профессионального образования (ФДППО), и, затем, в институт последипломного образования.
В 1993 году в ИвГМИ были организованы ещё три новых факультета — сестринский (в настоящее время — факультет менеджмента и высшего сестринского образования), довузовской подготовки и факультет по работе с иностранными учащимися.
В июне 1994 года нашему вузу присвоен статус Государственной медицинской академии.
21 октября 1996 года — один из самых «черных» дней в истории ИвГМА. Пожар в главном корпусе академии полностью уничтожил помещения и оборудование шести теоретических кафедр, свыше тридцати служебных кабинетов и приемных со всем их содержимым. Причиненный пожаром ущерб был оценен в 78 млрд рублей (в ценах 1996 года). Благодаря принятым экстренным мерам, а также помощи, оказанной руководством Министерства здравоохранения, области и города, многими медицинскими вузами страны, занятия на пострадавших кафедрах были возобновлены на новых базах уже через 3 дня.
С 1996 года в академии издается рецензируемый научно-практический журнал «Вестник Ивановской медицинской академии». В этом же году было утверждено Положение о Премиях Учёного Совета за выдающиеся достижения научной деятельности студентов и молодых учёных.
В 1997 году важным событием в истории академии явилось создание собственной клиники (приказ Министра здравоохранения Российской Федерации № 150 от 16.05.97). В 2000 году клинике было присвоено имя заслуженного деятеля науки, д-ра мед.наук, профессора Е. М. Бурцева.
В 2006 году коллективу академии объявлена благодарность Президента Российской Федерации В. В. Путина за трудовые достижения в области здравоохранения, многолетнюю плодотворную научную, педагогическую и врачебную деятельность. Международный Фонд «Ассамблея здоровья» в 2005 году назвал нашу академию лучшим медицинским вузом года и вручил международную премию «Профессия-жизнь». Академия удостоена международной награды «Эртемейкер» в номинации «За сохранение и развитие интеллектуально-кадрового потенциала предприятия в период переходной экономики».
В 2007 году в академии открыт ещё один факультет — стоматологический.
Обозревая годы становления вуза, невольно приходишь к выводу, что Ивановская государственная медицинская академия выросла на прочном научном фундаменте. Её пестовали ученые, обладавшие огромной энергией, трудолюбием и завидным дарованием. Они непоколебимо верили в творческую силу коллектива родного детища и завещали потомкам и дальше приумножать сделанное ими.
Ивановский государственный медицинский университет принял решение о присвоении имён выдающихся деятелей ивановской медицинской науки своим структурным подразделениям. Решение было единогласно поддержано на заседании учёного совета вуза. Так, университетская клиника будет носить имя Е. М. Бурцева - ректора вуза в 1988 - 1999 гг. Отдельные кафедры названы в честь легенд ивановского здравоохранения: профессоров С. Д. Носова, Е. П. Ужиновой, Е. Я. Выренкова, В. И. Фишкина, В. В. Кулёмина, Т. Б. Дмитриевой, хирурга М. Б. Стоюнина. 

## Руководители
В разное время ректорами ИвГМА были:
- 1930—1931 — Белов В. Г.
- 1931—1937 — Плонский Ф. А.
- 1937—1939 — Варно П. А.
- 1940—1942 — Солонинкин Д. С.
- 1942—1944 — Кононенко И. Ф.
- 1944—1945 — Куликов П. А.
- 1945—1947 — Смирнов Г. Н.
- 1948—1953 — Ерофеев П. П.
- 1953—1965 — Романов Я. М.
- 1965—1982 — Кулёмин В. В.
- 1982—1987 — Лопатин Б. С.
- 1988—1999 — Бурцев Е. М.
- 1999—2000 — Иванищук П. П. (и. о. до результатов выборов)
- 2000—2011 — Шиляев Р. Р.
- с 2011 года — Борзов Е. В.

## Преподавательский состав
По состоянию на 2012 год: штатных преподавателей 299 человек, из них докторов наук 47 человек, кандидатов наук 188 человек, профессоров 25 человек, доцентов 97 человек.

## Иностранные обучающиеся
Ивановская государственная медицинская академия проводит обучение граждан иностранных государств с 1991 года.
За это время дипломы врачей разных специальностей получили 227 иностранных граждан, один из них стал обладателем диплома с отличием; 22 выпускника защитили кандидатские диссертации. Сейчас в академии обучаются более 150 иностранных граждан из 28 стран: Анголы, Афганистана, Бангладеш, Вьетнама, Иордании, Ирака, Йемена, Камеруна, Конго, Кот-д`Ивуара, Монголии, Непала, Палестины, Румынии, Сирии, Сомали, Судана, и стран СНГ.
Большинство выпускников работает по специальности, в том числе в крупных клиниках Европы, Азии, Африки и Америки. Обучение проводится на русском языке.

## Факультеты
- Лечебный факультет
- Педиатрический факультет
- Стоматологический факультет
- Факультет дополнительного профессионального образования
- Факультет подготовки медицинских кадров высшей квалификации ИПО
- Факультет довузовского образования

## Вестник Ивановской медицинской академии
«Вестник Ивановской медицинской академии» — рецензируемый научно-практический журнал. Основан в 1996 году.
Решением Президиума Высшей аттестационной комиссии Минобрнауки России от 19 февраля 2010 года № 6/6 включен в Перечень российских рецензируемых научных журналов, в которых должны быть опубликованы основные научные результаты диссертаций на соискание ученых степеней доктора и кандидата наук. Журнал включен в Российский индекс научного цитирования
Свидетельство о регистрации № 013806 от 13 июня 1995 г. выдано Комитетом Российской Федерации по печати.
В журнал принимаются статьи по следующим группам специальностей в соответствии с Номенклатурой:
- 14.01.00 Клиническая медицина
- 14.02.00 Профилактическая медицина
- 14.03.00 Медико-биологические науки[7]

Основная тематика журнала: Вопросы общей патологии; Клиническая медицина; Медицинская биология; Охрана здоровья семьи, матери и ребёнка; Клиническая морфология и электронная микроскопия; Акушерство, гинекология и перинатология; Возрастная и патологическая физиология; Актуальные вопросы неврологии и психиатрии; Возрастная и клиническая биохимия; Инфекционные болезни; Клиническая фармакология; Современные проблемы хирургии; Медицинская экология; Функциональная и лабораторная диагностика; Организация здравоохранения; Проблемы преподавания; Социальная медицина; История медицины.
- Официальный сайт «Вестника Ивановской медицинской академии»